# Tromello
Tromello är en ort och kommun i provinsen Pavia i regionen Lombardiet i Italien. Kommunen hade 3 770 invånare (2018).